# Liga Suíça de Basquetebol de 2023-24
A Temporada da SBL de 2023–24 foi a 93ª edição da competição de elite do basquetebol da Suíça tendo o Fribourg Olympic como defensor do título suíço, dos quais possui 21 no total.

## Clubes Participantes
Para essa temporada a liga passou para 10 equipes tendo a saída do BC Boncourt e Swiss central Basket.
| Clube                        | Cidade    | Arena                          | Capacidade |
| ---------------------------- | --------- | ------------------------------ | ---------- |
| BBC Monthey-Chablais         | Monthey   | Reposieux                      | 600        |
| BBC Nyon                     | Nyon      | Centre Sportif Rocher          | 1 500      |
| Fribourg Olympic             | Friburgo  | Halle Saint Léonard            | 3 000      |
| Lions de Genève              | Genebra   | Salle polyvalente Pommier      | 2 800      |
| Lugano Tigers                | Lugano    | Istituto Elvetico              |            |
| Pully Lausanne Foxes         | Lausana   | Salle Omnisport Arnold Reymond | 1 500      |
| Spinelli Massagno            | Massagno  | Palamondo de Cadempino         |            |
| Starwings Basket Regio Basel | Basileia  | Sporthalle Birsfelden          | 2 000      |
| Union Neuchâtel              | Neuchâtel | La Riveraine                   | 2 500      |
| Vevey Riviera Basket         | Vevey     | Galeries du Rivage             | 1050       |

## Temporada Regular

### Tabela de Classificação
| Pos. | Clube                                 | J  | V  | D  | P+ | P-   | SP   | Pt.  | Classificação |
| ---- | ------------------------------------- | -- | -- | -- | -- | ---- | ---- | ---- | ------------- |
| 1    | Fribourg Olympic                      | 27 | 26 | 1  | 52 | 2439 | 1870 | 569  | Playoffs      |
| 2    | Spinelli Massagno                     | 27 | 20 | 7  | 40 | 2353 | 2104 | 249  | Playoffs      |
| 3    | Vevey Riviera Basket                  | 27 | 19 | 8  | 38 | 2302 | 2131 | 171  | Playoffs      |
| 4    | Lions de Genève pwd by Grand-Saconnex | 27 | 16 | 11 | 32 | 2184 | 2048 | 136  | Playoffs      |
| 5    | BBC Monthey-Chablais                  | 27 | 12 | 15 | 24 | 2134 | 2255 | -121 | Playoffs      |
| 6    | Union Neuchâtel                       | 27 | 12 | 15 | 24 | 2101 | 2009 | 92   | Playoffs      |
| 7    | Pully Lausanne Foxes                  | 27 | 10 | 17 | 20 | 1989 | 2145 | -156 | Playoffs      |
| 8    | BBC Nyon                              | 27 | 10 | 17 | 20 | 1978 | 2201 | -223 | Playoffs      |
| 9    | Lugano Tigers                         | 27 | 9  | 18 | 18 | 2302 | 2471 | -169 |               |
| 10   | Starwings Basket Regio Basel          | 27 | 1  | 26 | 2  | 2002 | 2550 | -548 |               |

fonte:championsleague.basketball

### Primeira fase de grupos
| Casa\Visitante       | MON    | NYO    | FRI    | GEN    | LUG    | LAU    | MAS    | BAS    | NEU   | VEV    |
| -------------------- | ------ | ------ | ------ | ------ | ------ | ------ | ------ | ------ | ----- | ------ |
| BBC Monthey          |        | 70-82  | 75-96  | 76-69  | 98-84  | 77-74  | 72-82  | 87-81  | 72-69 | 93-90  |
| BBC Monthey          |        |        |        | 104-95 | 67-75  | 82-97  | 89-71  |        |       |        |
| BBC Nyon             | 79-78  |        | 72-91  | 65-91  | 100-80 | 68-94  | 62-81  | 87-78  | 78-74 | 58-88  |
| BBC Nyon             | 72-90  |        |        | 86-82  | 66-73  |        | 101-81 |        |       |        |
| Fribourg Olympic     | 79-72  | 82-57  |        | 79-62  | 108-75 | 92-51  | 90-83  | 109-70 | 84-77 | 80-72  |
| Fribourg Olympic     | 94-73  | 105-66 | 79-76  |        |        |        |        | 89-55  | 84-77 |        |
| Lions de Genève      | 76-65  | 78-66  | 69-80  |        | 75-69  | 92-50  | 77-62  | 101-77 | 78-71 | 87-92  |
| Lions de Genève      | 76-83  | 75-77  |        | 93-87  |        |        |        | 71-69  | 71-81 |        |
| Lugano Tigers        | 104-83 | 92-83  | 66-110 | 77-85  |        | 78-86  | 88-83  | 90-71  | 86-84 | 89-119 |
| Lugano Tigers        |        |        | 79-96  |        | 93-74  | 89-100 | 121-92 |        |       |        |
| Pully Lausanne Foxes | 83-63  | 60-64  | 61-78  | 83-90  | 94-96  |        | 78-89  | 91-78  | 68-85 | 72-80  |
| Pully Lausanne Foxes |        |        | 58-101 | 66-81  |        | 80-74  |        |        | 70-81 |        |
| Spinelli Massagno    | 98-78  | 76-63  | 71-80  | 77-60  | 95-84  | 93-63  |        | 104-79 | 92-81 | 97-79  |
| Spinelli Massagno    | 98-82  |        | 90-76  | 89-83  |        |        |        | 70-68  | 98-76 |        |
| Starwings Basel      | 76-84  | 71-65  | 69-105 | 76-95  | 76-91  | 62-71  | 80-95  |        | 65-73 | 75-90  |
| Starwings Basel      |        |        | 77-101 | 77-96  |        | 70-95  | 78-105 |        |       |        |
| Union Neuchâtel      | 90-66  | 81-52  | 43-68  | 89-88  | 95-81  | 51-68  | 107-88 | 89-55  |       | 79-68  |
| Union Neuchâtel      | 74-84  | 77-81  |        |        | 96-76  | 87-71  |        | 100-63 |       |        |
| Vevey Riviera Basket | 96-78  | 76-74  | 74-103 | 86-89  | 88-79  | 89-80  | 69-66  | 113-74 | 81-76 |        |
| Vevey Riviera Basket | 93-75  | 79-72  |        |        | 97-71  |        |        | 102-80 | 66-61 |        |

fonte:resultados extraídos de eurobasket/Switzerland, podendo ser conferidos em flashscore.com.br

## Playoffs

### Confrontos

#### Quartas de final
| Time 1                                | Série | Time 2               | 1º Jogo | 2º Jogo | 3º Jogo | 4º Jogo | 5º Jogo |
| ------------------------------------- | ----- | -------------------- | ------- | ------- | ------- | ------- | ------- |
| Fribourg Olympic                      | 3 - 0 | BBC Nyon             | 87 - 68 | 82 - 59 | 73 - 62 | -       | -       |
| Lions de Genève pwd by Grand-Saconnex | 3 - 2 | BBC Monthey-Chablais | 78 - 61 | 89 - 79 | 69 - 77 | 62 - 77 | 97 - 68 |
| Spinelli Massagno                     | 3 - 0 | Pully Lausanne Foxes | 96 - 77 | 95 - 88 | 81 - 64 | -       | -       |
| Vevey Riviera Basket                  | 1 - 3 | Union Neuchâtel      | 80 - 83 | 69 - 76 | 76 - 67 | 66 - 79 | -       |

#### Semifinal
| Time 1            | Série | Time 2                                | 1º Jogo | 2º Jogo  | 3º Jogo | 4º Jogo | 5º Jogo |
| ----------------- | ----- | ------------------------------------- | ------- | -------- | ------- | ------- | ------- |
| Fribourg Olympic  | 3 - 1 | Lions de Genève pwd by Grand-Saconnex | 95 - 61 | 101 - 74 | 68 - 77 | 84 - 59 | -       |
| Spinelli Massagno | 3 - 1 | Union Neuchâtel                       | 93 - 72 | 75 - 77  | 82 - 63 | 86 - 74 | -       |

#### Final
| Time 1           | Série | Time 2            | 1º Jogo | 2º Jogo | 3º Jogo | 4º Jogo | 5º Jogo |
| ---------------- | ----- | ----------------- | ------- | ------- | ------- | ------- | ------- |
| Fribourg Olympic | 3 - 1 | Spinelli Massagno | 73 - 72 | 65 - 62 | 80 - 93 | 91 - 77 | -       |

## Campeões
| SBL de 2023-24 Campeões     |
| --------------------------- |
| Fribourg Olympic 22º Título |

## Clubes suíços em competições internacionais
| Clube            | Competição        | Resultado                                                         |
| ---------------- | ----------------- | ----------------------------------------------------------------- |
| Fribourg Olympic | Liga dos Campeões | Eliminado - na fase classificatória para o Légia Varsóvia (59-70) |
| Fribourg Olympic | Copa Europeia     | Eliminado - como 3º colocado no Gr.C (3v-3d)                      |